# Circoli verticali
Si dicono circoli verticali (azimuthal o vertical circles) i circoli massimi che passano per lo zenit e il nadir, in perpendicolare all'orizzonte celeste.
Di questi cerchi il più importante è quello che passa per i poli celesti, cioè il meridiano locale (o circolo meridiano).